# Mont Fairweather

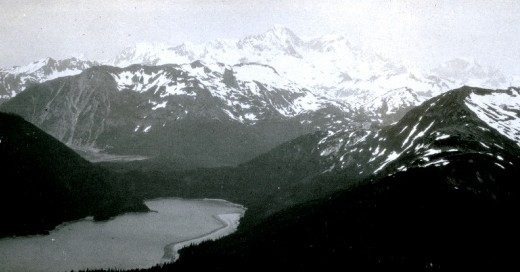
Dixon Harbor, amb el Mt. Fairweather al centre, 1925

El Mont Fairweather (als Estats Units Mount Fairweather; al Canadà Fairweather Mountain), és una de les muntanyes costaneres més altes del món amb els seus 4.671 metres i la novena del país. El cim es troba a la serralada del mateix nom, que forma part de les Muntanyes Saint Elias i es troba a tan sols 20 quilòmetres a l'est de l'oceà Pacífic, a la frontera entre Alaska, Estats Units i la Colúmbia Britànica, Canadà. La major part de la muntanya es troba dins el Parc i Reserva Nacionals de la Badia de les Glaceres a la Ciutat i Borough de Yakutat, Alaska (Estats Units), però el cim es troba dins el Parc Provincial de Tatshenshini-Alsek, a la Colúmbia Britànica (Canadà), sent el cim principal d'aquesta província. També és anomenat Boundary Peak 164 o US/Canada Boundary Point #164.
El 3 de maig de 1788 el capità James Cook, va posar-li el nom (Fairweather vol dir bon temps), sembla ser, pel l'inusual bon temps que hi trobà. El nom ha estat traduït a diversos idiomes. Fou anomenat "Mt. Beautemps" per La Perouse (1786, atlas), "Mte. Buen-tiempo" per Galiano (1802, mapa 3), "Gor[a]-Khoroshy-pogody" pel Departament Rus d'Hidrografia, mapa 1378, el 1847, i "G[ora] Fayerveder" pel Capità Tebenkov (1852, mapa 7), de la Marina Imperial Russa. Fou anomenat "Schönwetterberg" per Constantin Grewingk el 1850 i "Schönwetter Berg" per Justus Perthes el 1882.
El mont Fairweather va ser escalat per primera vegada el 8 de juny de 1931 per Allen Carpé i Terris Moore.

## Alpinisme
- 8 de juliol de 1931. 1a ascensió. Allen Carpe i Terris Moore fan el cim per la cara sud-est.[6]
- 26 de juny de 1958. 2a ascensió. Paddy Sherman i 7 canadencs més arriben al cim per la cara sud-est.[7]
- 12 de juny de 1968. 1a ascensió per la cara oest per Loren Adkins, Walter Gove, Paul Myhre, John Neal i Kent Stokes.[8]
- 10 de juliol de 1973. 1a ascensió per la cara sud-oest per Peter Metcalf, Henry Florschutz, Toby O'Brien i Lincoln Stoller.[9]